# Julio Alberto Amores
Julio Alberto Amores Palacios (Novelda, provincia de Alicante, 12 de marzo de 1993) es un ciclista español que combinó la ruta con la pista.
El 8 de diciembre de 2019 anunció su retirada a los 26 años de edad tras no recibir ofertas para pasar a profesionales.

## Palmarés

### Ruta
2017
- 1 etapa del Tour de Guadalupe

### Pista
2012
- 3.º en el Campeonato de España en Madison  (con Sebastián Mora)

2013
- 2.º en el Campeonato de España en Madison  (con Sebastián Mora)

2014
- Campeonato de España en Madison   (con Sebastián Mora)
- Campeonato de España en Scratch

2015
- Campeonato de España en Madison   (con Sebastián Mora)

2016
- 2.º en el Campeonato de España en Madison  (con Sebastián Mora)

2018
- Campeonato de España en Omnium